# Maurice Piboule
Maurice Piboule, né le 21 octobre 1919 à Tauves (Puy-de-Dôme) et mort le 19 septembre 2011 à Montluçon (Allier),, est un préhistorien, historien et archéologue français.
Il a découvert et prospecté de nombreux sites préhistoriques, antiques ou médiévaux, dans l'Allier et les départements limitrophes (Creuse), mais aussi dans le Vaucluse et les Alpes-de-Haute-Provence.

## Biographie
Maurice Piboule a passé une partie de sa jeunesse à Urçay (Allier).
Après une formation à l’École normale de Moulins, il exerce le métier d'instituteur et de directeur d'école dans le canton de Montluçon. Pour ses activités professionnelles et éducatives, il est nommé officier des Palmes académiques et reçoit la médaille d’argent de la jeunesse et des sports.
En 1942, Maurice Piboule et son épouse Andrée rejoignent le Maroc. Alors qu'Andrée Piboule exerce son métier d'enseignante à Fès puis Séfrou pendant toute la durée de la guerre, Maurice Piboule est mobilisé dans l'armée française d'Afrique, participe aux campagnes de Tunisie et d'Italie et termine la guerre à la frontière austro-allemande. Ses états de service lui valent la croix de guerre 1939-1945, la médaille coloniale et le Titre de Reconnaissance de la Nation,.
C'est à la fin des années 1950 que Maurice Piboule s'initie aux techniques de fouilles archéologiques, à la faveur d'un stage dirigé par Albert Barthélémy. Il consacre alors son temps libre à la recherche de sites de surface dans le nord de la Combraille. Des prospections estivales dans le Vaucluse et les Alpes-de-Haute-Provence viendront ensuite compléter cette activité.
Fondateur du Cercle d'archéologie de Montluçon et sa région en 1966, qu'il présidera jusqu'en 2004, mais aussi membre actif de la Société des amis de Montluçon, Maurice Piboule partage ses connaissances à travers de nombreuses conférences et publications dans la presse régionale. La médaille d’honneur de la ville de Montluçon lui est décernée en 2007.
Plusieurs ouvrages ont été publiés en collaboration avec son épouse Andrée Piboule. Ils témoignent de leurs recherches et activités communes relatives à l'archéologie, l'histoire, la toponymie et les traditions populaires.

## Découverte de sites archéologiques
À la suite d'un patient travail de recherche sur le terrain, dans les cadastres anciens et la littérature, on lui doit de nombreuses découvertes d'éperons barrés, emplacements castraux, chemins anciens, souterrains-refuges, etc. Parmi environ quatre cents sites archéologiques répertoriés par Maurice Piboule dans le département de l'Allier, un tiers se rapporte à la Préhistoire. Cet inventaire s'appuie sur les cahiers de prospection, les publications et les déclarations faites au Service régional d'archéologie Auvergne. Ces emplacements sont classés selon les époques : Moustérien, Châtelperronien, Magdalénien, Badegoulien, Mésolithique et Néolithique. En collaboration avec son fils, Michel Piboule, spécialiste en minéralogie et géochimie, il s'est également intéressè aux gisements de matières premières utilisées pour la fabrication du matériel lithique découvert.

### Paléolithique
Pour le Paléolithique, les principaux sites découverts sont ceux de Saint-Bonnet-de-Four, Prémilhat et Meillers. Le Châtelperronien est reconnu à Buxières-les-Mines et au Vilhain. Le Badegoulien et le Magdalénien sont essentiellement représentés sur des sites de hauteur en bordure de la Combraille et de Montluçon. Le Magdalénien supérieur est signalé sur une vingtaine de sites au bord de la vallée du Cher et sur les hauteurs à l'est de Montluçon. Les silex du Turonien observés sur les sites de cette époque témoignent des migrations saisonnières.

### Mésolithique
Plusieurs petits sites mésolithiques ont été découverts au sud de Montluçon. Systématiquement installés sur les hauteurs, Ils ont souvent fait l'objet d'une occupation postérieure. Les plus caractéristiques sont ceux de Néris-les-Bains, Durdat-Larequille, Villebret et Arpheuilles-Saint-Priest. Pour cette période, les matières premières lithiques récoltées proviennent en partie de gisements locaux ou assez rapprochés du lieu de leur découverte.

### Néolithique
Les principales stations néolithiques ont été découvertes à Vallon-en-Sully, Épineuil-le-Fleuriel et dans le secteur de Louroux-Bourbonnais. Situés dans le département de la Creuse, les sites de Sainte-Radegonde et de Saint-Marien (Budelière) témoignent d'une occupation importante à cette époque dans la vallée du haut Cher. De nombreuses pièces isolées (haches polies) ont également été découvertes ou répertoriées.
Parmi ses découvertes figurent aussi quelques mégalithes : menhirs du Mont et de Pirolet à Louroux-Hodement et dolmen atypique de la cabane du Loup à Doyet.
Les sites préhistoriques, antiques ou médiévaux ont fait l’objet de déclarations aux services officiels de l'archéologie et les fouilles préventives ou programmées, pratiquées sur ces emplacements depuis les années 2010, ont permis de confirmer et d'affiner ces découvertes. Le matériel lithique collecté sur ces sites fait encore l'objet d'études par les universitaires et les chercheurs.

## Travaux sur la toponymie
Ce travail de recherche concerne trois catégories de toponymes : les communes, les lieux-dits et les micro-toponymes. Il s'appuie non seulement sur les travaux des universitaires et historiens référents, mais aussi sur l'étude du parcellaire et la situation environnementale du lieu. Une enquête menée auprès de la population locale, à propos des appellations orales utilisées autrefois, vient compléter et préciser cette étude. Plusieurs ouvrages témoignent de ces travaux ; Essai de toponymie rurale, mémoire des communes bourbonnaises, les appellations de la pierre, etc..
Il s'intéressait également aux parlers locaux, notamment ceux de langue occitane, qui est parlée dans la moitié sud de l'Allier. Il a relevé et enregistré de nombreux termes insérés dans ses ouvrages - exemple avec le parler d'Évaux-les-Bains dans la Creuse - et a beaucoup travaillé avec Pierre Goudot, toponymiste spécialiste du parler occitan de la région montluçonnaise.

## Étude des mythes, légendes et traditions
Les prospections sur le terrain à la recherche des traces du passé et les échanges verbaux avec les gens du pays ont amené Maurice Piboule et son épouse à relever un certain nombre d'observations à travers lesquelles histoire, mythes et légendes, sont étroitement liés. Ces études sur le légendaire régional ont fait l'objet de publications dans les bulletins de la Société de mythologie française : la légende de Cordes-Chateloi, les saints sauroctones de la vallée du Haut-Cher, la colline Sainte-Agathe, etc.